# Luiz Eça
Luiz Mainzi da Cunha Eça  (Rio de Janeiro, 3 de abril de 1936 — Rio de Janeiro, 25 de maio de 1992) foi um professor, músico, compositor, arranjador e pianista brasileiro.
Descendente do escritor português Eça de Queirós, iniciou sua carreira na década de 1950 como pianista de casas noturnas. Frequentava as boates cariocas, para ouvir músicos mais experientes, como Johnny Alf. Substituindo na Boate Plaza o cantor Johnny Alf, formou um conjunto com Ed Lincoln no contrabaixo, e Paulo Ney na guitarra. Com a saída de Ney, entraram João Donato no acordeon, Milton Banana na bateria e a crooner Claudette Soares. Formou o trio Penumbra, tendo como componentes Candinho ao violão, e Jambeiro no contrabaixo, na rádio Mayrink Veiga. Participou da chamada primeira fase da Bossa nova - 1958-1962.
Formou em 1962 um importante conjunto instrumental, o Tamba Trio com Bebeto Castilho na flauta, baixo, saxofone e Voz, e Hélcio Milito na bateria e na Tamba. O trio foi o primeiro a realizar pocket-shows, no Bottle´s Bar, do famoso Beco das Garrafas, catedral da Bossa nova no Rio de Janeiro.
Fez arranjos para o longplay "Barquinho" da cantora Maysa, lançado em 1961 pela gravadora Columbia. Em 1963, fez o arranjo para o terceiro disco de Carlos Lyra - "Depois do Carnaval", considerado uns dos melhores discos da carreira de Carlos Lyra,  lançando a cantora Nara Leão com participação especial em duas faixas do longplay. No ano seguinte, em 1964, lança o disco "Luiz Eça e Cordas", gravadora Philips,  talvez seja a sua maior obra prima, contendo arranjos para  canções suas, Edu Lobo, Baden Powell, Dori Caymmi, Durval Ferreira e Luiz Bonfá. Formou o conjunto "A Sagrada Família". Foi professor de jovens músicos e atuou como pianista na casa noturna Chiko´s Bar. Na mesma casa noturna grava ao vivo, com um dos seus maiores amigos, o famoso pianista de jazz, Bill Evans, em 1979.
Acompanhou vários artistas da Música Popular Brasileira como Maysa, Nara Leão, Carlos Lyra, Roberto Menescal, Durval Ferreira, Sylvia Telles, Edu Lobo, Flora Purim, Quarteto em Cy, Vinicius de Moraes, Chico Buarque, Elis Regina, Milton Nascimento, Joyce, João Bosco, Ivan Lins, Nana Caymmi, Leny Andrade e tantos outros.

## Turnês
Junto com o Tamba Trio, excursionou pela América do Norte e Europa.

## Obra
- Dolphin
- Duro na queda
- Febrônio
- Lá vamos nós
- O homem
- Prelúdio
- Prelúdio Pai e filho
- Quadros
- Quase um adeus
- Rítmica I
- Semelhança
- Sempre será
- Tamba
- Tema de Anita
- Valsinha urgente para um cidadão passageiramente triste
- Weekend

### Parceria com Fernanda Quinderé
- Alegria de viver
- Reencontro
- Reflexos

### Parceria com Bebeto Castilho
- Barumbá
- Danielle
- Yansã

### Parceria comRonaldo Bôscoli
- Maysa
- Melancolia

### Parceria com Hélcio Milito e Adalberto
- Infinito
- Mestre Bimba
- Sonda 1999
- Trindade - (Adalberto)

### Parceria com outros compositores
- Em casa - com Carlos Vereza
- Imagem - com Aloysio de Oliveira
- Oferenda - com Lenita Eça
- Quietly (Simplesmente) - com Dorio e Ohana
- Três minutos para um aviso importante - com Novelli
- Triângulo - com Luiz Alves e Robertinho Silva

## Discografia
- 1955 - Uma noite no Plaza - longplay da gravadora Discos Rádio
- 1956 - Sambas da saudade - Lp - gravadora Columbia
- 1956 - Um Piano na Madrugada - Lp - gravadora Copacabana (10')
- 1961 - Luiz Eça & Astor - Cada qual melhor! - Lp e CD da gravadora Odeon
- 1962 - Tamba Trio - longplay da gravadora Philips
- 1963 - Avanço - Lp - gravadora Philips
- 1964 - Tempo - Lp - gravadora Philips
- 1964 - Luiz Eça & Cordas -  Lp - gravadora Philips
- 1965 - Cinco na bossa - Tamba Trio, Nara Leão e Edu Lobo - Lp - gravadora Philips
- 1966 - Tamba Trio - Autógrafo de Sucessos - Lp - Gravadora Elenco
- 1966 - Reencontro - Tamba Trio, Sylvia Telles e Edu Lobo - Lp - Gravadora Elenco.
- 1968 - Tamba Trio sauda México - Lp - gravadora Philips
- 1968 - Tamba Trio - Lp - gravadora Philips
- 1968 - Tamba 4 - Samba blim - Lp - gravadora A&M Records
- 1969 - Tamba 4 - We and the sea - Lp - gravadora A&M Records
- 1969 - Os seis mais numa imagem barroca - Lp - gravadora CBS - junto com Radamés Gnattali
- 1970 - Luiz Eça, piano e cordas - LP - gravadoras Elenco/Philips
- 1970 - Brazil 70 - Lp - gravadora Philips
- 1970 - Luiz Eça e La Família Sagrada - Lp
- 1972 - Vanguarda - Lp - gravadora Odeon - com o Quinteto Villa-Lobos
- 1973 - The Morning of The Musicians (LP de Gay Vaquer)
- 1974 - Tamba Trio - Lp - gravadora RCA Victor
- 1975 - Tamba Trio - Lp - gravadora RCA Victor
- 1976 - Laços concerto show - Lp - gravadora Som Livre - com Claudia Versiani e Marcos Paulo
- 1976 - Antologia do piano - Lp - gravadora Phonogram
- 1979 - Bill Evans & Luiz Eça - Piano Four Hands Live in Rio de janeiro, 1979, CD - Gravadora Jazz Laps
- 1982 - Tamba Trio: 20 anos de sucessos - Lp - gravadora RCA Victor
- 1983 - Patápio Silva - Lp e Cd - Funarte - com Altamiro Carrilho, Galo Preto e a Banda do Corpo de Bombeiros do Estado do Rio de Janeiro.
- 1984 - Luiz Eça - Lp - gravadora Carmo
- 1985 - Triângulo - Lp - gravadora Carmo
- 1986 - Para tanto viver - Lp - gravadora Continental - com a participação do cantor Pery Ribeiro
- 1988 - Duas suites instrumentais - Lp - gravadora Independente - com a participação do violinista Jerzy Milewski
- 1992 - Encontro marcado - Lp - gravadora Line Records - com Maria Petersen
- 1993 - Luiz Eça e Victor Assis Brasil no Museu de Arte Moderna do Rio de Janeiro - Cd - gravadora Imagem
- 1995 - Luiz Eça Trio - Cd - gravadora Velas

### Coletâneas
- 1996 - Aloysio de Oliveira apresenta Luiz Eça - Cd - gravadora EMI Music
- 1996 - Tamba Trio - Cd - BMG/RCA Victor
- 1997 - Tamba Trio - Cd - PolyGram

### Tributos
- 2003 - Reencontro - Cd - gravadora Biscoito Fino
- 2004 - Michel Legrand - Luiz Eça - Cd - gravadora Biscoito Fino

### Participações
- Maysa - Barquinho (1961 - Columbia LP/CD); Ando só numa multidão de amores (1970 - Philips LP/CD)
- Eliana Pittman e Booker Pittman - News from Brazil (1963 - Polydor LP)
- Carlos Lyra - Depois do Carnaval (1963 - Philips LP); A UNE Canta (1986 - UNE Compacto)
- João Mello - A "Bossa" do Balanço (1963 - Philips LP)
- Flora Purim - Flora é M.P.M. (1964 - RCA Victor LP/CD)
- Nara Leão - O Canto Livre de Nara (1965 - Philips LP/CD); Dez Anos Depois (1971 - Philips/Phonogram LP/CD)
- Edu Lobo - Edu Lobo por Edu Lobo (1965 - Elenco LP/CD); Edu (1967 - Philips LP)
- Quarteto em Cy - Som Definitivo (1966 - Forma LP); Quarteto em Cy (1972 - Odeon LP/CD)
- Vinicius de Moraes - Vinicius: Poesia e canção Vol. 1 e Vol.2 (1966 - Forma LP/CD)
- Diversos Intérpretes - Garota de Ipanema - Trilha Sonora do Filme (1967 - Philips LP); Véu de Noiva - Trilha Sonora Original da Novela da TV Globo (1969 - Philips LP); Verão Vermelho - Trilha Sonora Original da Novela da TV Globo (1970 - Philips LP); Irmãos Coragem - Trilha Sonora Original da Novela da TV Globo (1970 - Philips LP); Uma noite no Chico's Bar (1980/2005 - Som Livre/Biscoito Fino LP/CD)
- Milton Nascimento - Milton Nascimento ou Travessia (1967 - Ritmos/Codil / Universal Music LP/CD); Milton Nascimento (1969 - Odeon LP/CD)
- Joyce - Encontro Marcado (1969 - Philips LP/CD)
- Osmar Milito - E deixa o relógio andar! (1971 - Som Livre LP/CD)
- Cláudio Cavalcanti - Claudio Cavalcanti (1971 - CID LP)
- Luiz Gonzaga - O canto jovem de Luiz Gonzaga (1971 - RCA Victor LP)
- Áurea Martins - O Amor em Paz (1972 - RCA Camden LP)
- João Bosco - João Bosco (1973 - RCA Victor LP/CD); Galos de Briga (1976 - RCA Victor LP/CD)
- Bolha - Um Passo A Frente (1973 - Continental LP)
- Gay Vaquer - The morning of the musicians (1973 - RCA Victor LP)
- Hermínio Bello de Carvalho - Sei,lá (1974 - Odeon LP)
- Simone - Quatro Paredes (1974 - Odeon LP/CD); Gotas D'Água (1975 - Odeon LP/CD)
- Antonio Carlos e Jocafi - Ossos do Ofício (1975 - RCA Victor LP)
- César Costa Filho - De silêncio em silêncio (1975 - RCA Victor LP)
- Arnoldo Medeiros - Arnoldo Medeiros - O Homem, o poeta (1975 - RCA Camden LP)
- Edson Frederico - Edson Frederico e a Transa (1975 - RCA Camden LP)
- Bebeto Castilho - Bebeto (1976/2002 - Tapecar/Wathmusic LP/CD)
- Maria Creuza - Meia Noite com Maria Creuza (1977 - RCA Victor LP)
- Tom e Dito - Tom & Dito (1977 - Continental LP)
- Wilson Simonal - Se todo mundo cantasse seria bem mais fácil viver (1979 - RCA Victor LP/CD)
- Dori Caymmi - Dori Caymmi (1982 - EMI/Odeon LP/CD)
- Boca Livre - Boca Livre (1983 - Philips/Polygram LP)
- Ivan Lins - Juntos (1984 - Philips/Polygram LP/CD)
- Mu Carvalho - Meu continente encontrado (1985 - Carmo LP)
- Rildo Hora - O tocador de realejo (1987 - RCA Victor LP)
- Marinho Boffa - Marinho Boffa (1987 - Visom LP)
- Mauro Senise - Mauro Senise (1988 - Visom Digital LP)
- Robertinho Silva - Bodas de Prata (1989 - CBS LP)